# Dino Crocco
Dino Crocco, all'anagrafe Domenico Marco Crocco (Ovada, 8 marzo 1932 – Ovada, 11 agosto 2010), è stato un musicista e conduttore televisivo italiano.
Conosciuto per la sua spigliatezza e verve nel presentare programmi di intrattenimento musicale, e ricordato per la caratteristica voce particolarmente rauca, si era occupato di musica — prima come fisarmonicista, studiata fin da giovanissimo, e poi come batterista — a partire dai primi anni cinquanta.

## Biografia
Dopo aver lavorato dapprima come meccanico e poi come gestore di un bar (il suo locale era frequentato nel 1953 da cantanti ed artisti allora in voga come: Luciano Taioli, Nunzio Filogamo e Giorgio Consolini), nel 1956, contro il parere della famiglia, decise di fare il musicista di professione.
Debuttò con il gruppo Quighe passando poi nel 1959 a suonare nel locale "Lavagello" di Castelletto d'Orba con un nuovo gruppo – I 4 Assi – da lui fondato con Mario Bocca al trombone, Mirko Mazza alla chitarra elettrica, Pasqualino Carloni al basso elettrico e Fred Ferrari alle tastiere.
Con i 4 Assi, nel 1960 Crocco e compagni ottennero una scrittura alla "Rupe Tarpea", uno dei night più esclusivi di Roma, situato nella celeberrima via Veneto, ritrovo classico della dolce vita romana. Nell'estate del 1961 suonarono per tutta la stagione a "La Capannina" di Forte dei Marmi, il locale più prestigioso della rinomatissima località balneare dove il gruppo è stato ripreso in alcuni fotogrammi de Il sorpasso girato proprio in quel periodo.

I 4 Assi con Dino Crocco alla batteria nel film Il sorpasso

Il gruppo musicale, con l'avvento del beat, divenne a metà degli anni sessanta il complesso degli Scooters. Con questa formazione, Crocco partecipò a Un disco per l'estate 1968 con il singolo Se fossi re, che arrivò a vendere circa tre milioni di copie, e sempre nello stesso anno partecipò con la band al film Il professor Matusa e i suoi hippies, di Luigi De Maria, insieme ad altri cantanti come Caterina Caselli, Little Tony e Riki Maiocchi, eseguendo la canzone Le pigne in testa. Due anni prima, nel 1966, aveva inciso sempre con gli Scooters un altro brano di successo, La motoretta, scritta da Vito Pallavicini e Piero Soffici, che vendette un milione di copie. Il gruppo continuò il proprio percorso musicale con buoni riscontri anche all'estero fino ai primi anni settanta.
Con lo scioglimento degli Scooters, e dopo essersi ritirato per qualche tempo nella pace agreste della sua casa di Cremolino (nel Monferrato) con la moglie Dina e il figlio Marcello, dalla metà degli anni settanta, Crocco passò a occuparsi di musica popolare e ballo liscio. Nel 1975, infatti, venne contattato dall'imprenditore Giorgio Tacchino per occuparsi della conduzione dei programmi della neonata Radiocity. Nel 1977 passò alla televisione presentando spettacoli di intrattenimento musicale per l'emittente locale con base a Castelletto d'Orba, 7 Gold Telecity, di cui è stato cofondatore con l'antesignana Telecity.
Per l'emittente che faceva capo sempre a Giorgio Tacchino (come per la radio), Crocco fu protagonista di diversi programmi di successo, fra cui: Il Pizzicotto, Citylandia, Viva la gente, Gran Rodeo, Il Tombolotto, Caccia al campione, Liscio non ti lascio, Il Giocolone (quest'ultimo diretto dal regista televisivo Beppe Recchia) e A botta calda (programma domenicale incentrato sulle partite di calcio).
Proprio durante alcune di queste trasmissioni, intratteneva il pubblico del Lavagello con l'orchestra di Telecity dal nome "Dino e Cesare Marchini", formazione che nacque nel 1976 come naturale prosecuzione del gruppo degli Scooters. Ne facevano parte Cesare Marchini (sax e clarinetto), Michele Juliano (basso), Mario Bocca (trombone), Marcello Crocco (tastiere e flauto), Mirko Mazza (sax, chitarra e voce), Vittorio Todarello (batteria e voce), Franco Crotti (trombone, chitarra e voce) e naturalmente Dino Crocco (fisarmonica e voce). Gli arrangiamenti venivano curati da Fred Ferrari (pianoforte) e dallo stesso Marchini.
Negli anni ottanta e anni novanta gli era stata affidata per la rete Italia 8 la trasmissione televisiva di rotazione musicale per la quale è maggiormente conosciuto, Amichevolmente con voi. Sempre negli anni ottanta prese parte anche a delle puntate della trasmissione Drive In con alcuni sketch comici che si concludevano con Dino Crocco che cantava e suonava con la fisarmonica la canzone Rosamunda.
Nel 1988 si è conquistato il premio Ancora d'argento a titolo di Ovadese dell'anno.
Nel 1994, durante l'alluvione che colpì la provincia di Alessandria, si improvvisò giornalista per un ciclo di reportage dai luoghi del disastro destinati ad una trasmissione di servizio intitolata significativamente Per non dimenticare e lo si ricorda per la dedizione nel raccontare i fatti e gli sviluppi di quei giorni. In seguito a questo avvenimento nacque l'idea di creare Tre minuti con…, una striscia quotidiana, poi divenuta popolare, con la quale affrontava problematiche e si faceva portavoce della gente comune, lavorando, così, anche per la testata giornalistica di Telecity.
Negli ultimi quindici anni si dedicò appieno alla musica popolare con il programma Musica insieme che conduceva con la cantante Romina su Telestar, e che divenne, anch'esso, un programma di successo e fra i più longevi dell'emittente.
Dino ha dimostrato di essere uno showman poliedrico riuscendo a divertire e istruire allo stesso tempo, presentando i suoi varietà con verve e comicità e cimentandosi in vari generi musicali sia come musicista che come cantante. Infatti, parallelamente alla carriera televisiva, si esibiva con l'orchestra di Cesare Marchini, pubblicando vari album contenenti canzoni prevalentemente umoristiche. Fra le tante, interpretò tra gli anni settanta e gli anni ottanta La vita l'è dura, composta da Cesare Marchini e Paolo Conte, Professione Disgrasiò, Duma c'anduma, Ciribiribin, Buonasera signorina di Fred Buscaglione, Disgrasiò (Disgraziato) e tra i novanta e i duemila continuò da solista con La motoretta, suo successo al tempo degli Scooters che riprese in una versione moderna, Faccia di marmo, La fisa dell'Adalgisa, Cucco io cucchi tu, Che bambola di Fred Buscaglione ed anche una canzone dal taglio autobiografico intitolata Cammino verde.
È deceduto durante la notte dell'11 agosto 2010 all'ospedale di Ovada all'età di 78 anni. Malato da tempo, fino all'ultimo era riuscito a mascherare il suo malessere. Alla funzione funebre erano presenti tanti artisti della musica da ballo e colleghi come Paolo Conte, Don Miko, Franca Lai, Franco Bagutti, Piero Montanaro di Telecupole, Meo Cavallero dei Cantavino ed ex collega dei tempi di Telecity, il patron di Radio Zeta Angelotto, l'imitatore Claudio Lauretta, la sua partner nelle trasmissioni tv Romina e il direttore delle reti Telecity Giorgio Tacchino.
Amico del cantautore Paolo Conte, che gli ha dedicato una canzone, L'orchestrina, uscita come singolo un mese dopo la morte di Crocco. «Dino Crocco – ha spiegato Conte – era un carissimo amico, oltre ad essere il capo di un'orchestrina che suonava nelle belle sale da ballo italiane negli anni sessanta. Ho dedicato a lui questa canzone che si chiama L'orchestrina perché mi riporta a quegli anni, quando io seguivo queste orchestre e osservavo cosa succedeva nell'orchestra e intorno all'orchestra».
A ottobre 2022 il teatro comunale di Ovada è stato intitolato a Dino Crocco.

## Discografia con gli Scooters

### 33 giri
- 1966 – Carosello di canzoni (Jolly, LPJ 50732; con Françoise Hardy, Nicola Di Bari, Peppino Gagliardi, Enzo Jannacci e Solidea)
- 1968 – Sentimental (Victory, VY 10019)
- 1969 – Gli Scooters alla Capannina (Victory, VY 10021)

### 45 giri
- 1965 – Tu sai perché/Non ascoltare (Jolly, J 20281; inciso con la denominazione Dino e i 4 Assi)
- 1966 – La motoretta/Credimi amore mio (Jolly, J 20357)[4]
- 1966 – Una minigonna/Le pigne in testa (Jolly, J 20400)
- 1967 – Mi seguirai/Ieri, oggi e domani (Jolly, J 20412)[17]
- 1967 – La figlia del re del pomodoro/Se fossi re (Jolly, J 20434)
- 1968 – Zum bai bai/Nasce una vita (Victory, VY 018)
- 1968 – Divorzista/Romanzo (Victory, VY 021)
- 1969 – È già mattino/Strana estate (Victory)
- 1970 – Il circo/El circo (Victory, VY 032)

### 45 giri pubblicati all'estero
- 1970 – Nace una vida/La realtà (pubblicato in Argentina)

## Discografia da solista

### 45 giri
- 1971 – L'Amorosa Istoria Di Papero Meo E Gioietta Paperina, con Paolo Todisco (Disneyland/CGD, DSP 362)
- 1976 – Disgrasiò/Professione Disgrasiò (Phantom, PH 006)[12]
- 1978 – La vita l'è dura/La motoretta (Phantom, PH 0010)
- 1982 – Va là Paulein/Viva la gente (Stella Records, SR 45-285)
- 1984 – Cappuccetto Rosso/Lupo Dino (Intensity, NPTY 011)
- 1985 – Inde Bauzi/Tappo Bum (VideoRadio, vr 0010)

### 33 giri
- 1980 – DC9 (Record Bazar/CGD) - Tracce: 1. Viva le donne; 2. Perché sì; 3. Walt Collection; 4. Disgrasiò; 5. E fregatene; 6. La motoretta; 7. Ciao Charlot; 8. La chiamerò poesia
- 1986 – Dino e Cesare Marchini (CGD)

### CD
- 1997 – Ridendo e ballando - con Angelo Zibetti (Edizioni musicali Bagutti) - Tracce: 1. La copertina; 2. Bertoldo il contadino; 3. Cucco io cucchi tu; 4. Viva le palle; 5. Vado in campagna; 6. La stangata; 7. Tengo famiglia; 8. In mare; 9. Faccia di marmo; 10. Voglio la Ferrari; 11. Togliti le mutande; 12. Le anguille del Po; 13. La multa; 14. I nonni sprint; 15. Ciapa sù; 16. Porca vacca[18]
- 1997 – 10 anni dopo (Saar)
- 1998 – Il mio cammino verde (Saar) - Tracce: 1. Cammino verde; 2. Artista io; 3. C'era solo lei; 4. Su e giù; 5. Rosaria; 6. Boogie italiano; 7. Angelina; 8. Maria Bonita; 9. Caterina; 10. Medley mambo; 11. Medley latino
- 2002 – Bottoni (Bagutti) - Tracce: 1. Bottoni; 2. Filomena; 3. La vita del suonatore; 4. Sopra i 50; 5. Egli; 6. La mia donna; 7. Che bella età; 8. Spogliarello Tango; 9. Bell'amico[19]
- 2008 – Una vita in musica (ZeroMusic - Eurozeta) - Tracce: 1. Le gambe; 2. Faccia da schiaffi; 3. Va; 4. Ciave Nix; 5. Spaccanapoli Rosario; 6. La bionda; 7. La risata; 8. Solo fumo; 9. La motoretta; 10. Cammino verde (ristampato postumo nel 2012)[20].

## Programmi televisivi
- Il Pizzicotto (Telecity)
- Gran Rodeo (Telecity)
- Piano bar (Telecity)
- Liscio o col ghiaccio (Telecity)
- Il Tombolotto (Telecity)
- Caccia al campione (Telecity)
- Mini Caccia al campione (Telecity)
- Liscio non ti lascio (Telecity)
- Il Giocolone (Telecity)
- Citylandia (Telecity)
- A botta calda (Telecity)
- Domenica alla grande (Telecity)
- Fratelli d'Italia (Telecity)
- L'erba del vicino (Telecity)
- Campanili in festa (Telecity)
- Viva la gente (Telecity; Telestar; Italia 8)
- Appuntamento con Dino Crocco (Telecity)
- Buon compleanno Telecity (Telecity)
- Amichevolmente con voi (Italia 8; Telestar)
- Per non dimenticare (Telecity Italia 7 Piemonte; Italia 8; Telestar)
- Canta Italia (Telestar)
- Musica insieme (Telestar; Italia 8; Milano+; Telecity 7 Gold)
- Musica insieme di sera (Telestar; Italia 8; Milano+)
- Microfono d'oro (Telestar; Italia 8; Milano+)
- Festival Nazionale della musica da ballo (Telestar; Italia 8)
- Festival degli sconosciuti (Telestar; Italia 8)
- Balla italiano (Telestar)
- Seratissima (Telestar)
- Tre minuti con... (rubrica del Tg7 di Telecity 7 Gold Piemonte)
- Paesi in festa (Telestar; Italia 8)[21]
- Campane a festa (Telestar; Italia 8)
- Fisarmonicando (Telestar; Italia 8)
- Musica insieme story (ritrasmissione dei programmi più seguiti di Dino Crocco, in onda dal 2011 su Telecity 1 prima, e su 7 Gold Musica poi)[22].